# Fábián Marozsán
Fábián Marozsán (n. 8 octombrie 1999, Budapesta, Ungaria) este un tenismen maghiar. Cea mai bună clasare a sa la simplu este locul 36 mondial, în mai 2024, iar la dublu, locul 444 mondial, la 16 ianuarie 2023. În prezent este jucătorul maghiar nr. 3.